# Pleistosphaeroma hundsheimense
Pleistosphaeroma hundsheimense är en mångfotingart som beskrevs av Hans Strouhal 1954. Pleistosphaeroma hundsheimense ingår i släktet Pleistosphaeroma, ordningen klotdubbelfotingar, klassen dubbelfotingar, fylumet leddjur och riket djur. Inga underarter finns listade i Catalogue of Life.